# Pentagramma (casa discografica)
La Pentagramma Records (o semplicemente Pentagramma) è una casa discografica italiana, attiva a partire dagli anni ottanta.

## Storia
L'etichetta nacque dalla trasformazione di un'etichetta precedente, la Prince, attiva a partire dal 1954, che cambiò il nome dopo essere stata rilevata dalle edizioni musicali Pentagramma (della stessa proprietà, la famiglia Quaglia).
Nel corso della sua attività ha pubblicato dischi di molti gruppi e solisti, spaziando dal pop al folk, dalla disco music al rock demenziale ed alla musica di ispirazione cristiana; tra di essi possiamo ricordare I langaroli, Gipo Farassino, Tre Martelli,  Roberto Balocco, Roberto Bignoli e i Powerillusi.
Si è anche occupata di produrre video, editando alcune commedie di Erminio Macario.
Dispone, inoltre, di studi registrazione propri, che sono stati utilizzati nel corso degli anni anche da altre etichette come la Kansas o la Toast Records.

## Dischi
La datazione qui riportata si basa sull'etichetta del disco o sulla copertina; qualora nessuno di questi elementi abbia una datazione, è basata sulla numerazione del catalogo; talora è, infine, basata sul codice della matrice di stampa. Se esistenti, sono riportati, oltre all'anno, il mese e il giorno (quest'ultimo dato si trova, a volte, stampato sul vinile).
La catalogazione degli album è preceduta dalle lettere PG (per Pentagramma) e da LP se si tratta di 33 giri o CD in caso di compact disc.

### 33 giri
| Numero di catalogo | Anno | Interprete                    | Titoli                 |
| ------------------ | ---- | ----------------------------- | ---------------------- |
| LP PG 217          | 1984 | I langaroli                   | Musica e allegria      |
| LP PG 218          | 1985 | Tre Martelli                  | Giacu Trus             |
| LP PG 219          | 1985 | Tajo                          | Arias                  |
| LP PG 228          | 1985 | Gipo Farassino                | Piemonteis             |
| LP PG 232          | 1986 | Aquarius e Francesca Olivieri | Darkness               |
| LP PG 234          | 1986 | Coro Alpette di Torino        | Noi li Cantiamo Così 2 |
| LP PG 261          | 1989 | Tonya Todisco                 | Canzoni sempre care    |

### CD
| Numero di catalogo | Anno | Interprete       | Titoli                          |
| ------------------ | ---- | ---------------- | ------------------------------- |
| CD PG 452          | 1996 | Gipo Farassino   | Piemonteis                      |
| CD PG 453          | 1996 | Gipo Farassino   | 1996                            |
| CD PG 458          | 1998 | Raf Cristiano    | Raf Cristiano a Napoli          |
| CD PG 465          | 1999 | Roberto Balocco  | Le Canson dla Piòla Volume Uno  |
| CD PG 466          | 1999 | Roberto Balocco  | Le Canson dla Piòla Volume Due  |
| CD PG 467          | 1999 | Roberto Balocco  | Le Canson dla Piòla Volume Tre  |
| CD PG 470          | 2000 | Gipo Farassino   | Ritratto d'artista              |
| CD PG 501          | 2002 | Piero Montanaro  | Canterò                         |
| CD PG 502          | 2004 | Mario Piovano    | Le più belle canzoni piemontesi |
| CD PG 507          | 2005 | Gipo Farassino   | Al me piemont                   |
| CD PG 508          | 2005 | Gipo Farassino   | Ciao Turin                      |
| CD PG 509          | 2005 | Gipo Farassino   | Sangòn blues                    |
| CD PG 510          | 2005 | Carlo Artuffo    | Vol. 1                          |
| CD PG 511          | 2005 | Carlo Artuffo    | Vol. 2                          |
| CD PG 536          | 2007 | Gipo Farassino   | Mè borgh                        |
| CD PG 552          | 2009 | Beppe 'd Moncalè | Le Canson 'd Beppe 'd Moncalè   |
| CD PG 566          | 2010 | Gipo Farassino   | Ij mè Amor dij 20 Ani           |

### 45 giri
| Numero di catalogo | Anno | Interprete  | Titoli                    |
| ------------------ | ---- | ----------- | ------------------------- |
| POW 002            | 1989 | Powerillusi | Senza fucile/Il monumento |